# خرگوشچه آندی
خرگوشچه آندی (نام علمی: Sylvilagus andinus) یا دم‌پنبه‌ای آندی گونه‌ای از خرگوشک دم‌پنبه‌ای بومی کلمبیا، ونزوئلا، پرو و اکوادور است. در گذشته زیرگونه‌ای از خرگوشچه‌های رایج (Sylvilagus brasiliensis) در نظر گرفته می‌شد. نقش بوم‌شناختی مهمی به عنوان یک گیاه‌خوار فراگیر دارد که طیف گسترده‌ای از گونه‌های گیاهی را مصرف می‌کند و همچنین منبع غذایی مهمی برای چندین شکارچی است. برخی از ویژگی‌های این گونه عبارتند از: طول سر و بدن ۳۲۶–۳۵۳ میلی‌متر، دم کوچک ۶–۷٪ طول سر و بدن، پای عقبی بلند ۶۴–۸۱ میلی‌متر، ظاهر تیره، پیشانی آغشته به خاکستری قهوه‌ای و خاکستری. گونه‌ها و کناره‌های گردن و چانه و شکم سفیدرنگ. تجزیه و تحلیل در سال ۲۰۱۷ که در ارتفاعات بالا در پاراموی بی‌درخت رشته‌کوه آند زندگی می‌کند، تأیید کرد که از نظر ظاهر و ژنتیک به اندازه کافی متمایز است که به تنهایی یک گونه در نظر گرفته می‌شود. اگرچه گسترده است، اما هنوز شناخته نشده است، زیرا مطالعات کمی دربارهٔ زیست‌شناسی و عادات آن به عنوان متمایز از عادات خرگوشچه انجام شده است